# Antoine-Joseph Mellez
Antoine-Joseph Mellez, né le 14 mai 1729 à Douai et mort dans cette ville le 23 juillet 1804, est un médecin français, professeur à l'Université de Douai. Il fut maire de sa ville natale.

## Biographie
Antoine-Joseph Mellez est né dans une famille bourgeoise le 14 mai 1729 à Douai.
À 20 ans, il est licencié en médecine. Disciple d'Herman Boerhaave puis d'Albrecht von Haller, il obtient dès l'âge de vingt ans une chaire de professeur royal à l'université de médecine de Douai et en devient recteur. Il devient consultant à l'hôpital militaire puis médecin en chef de l'Hôpital-Général de Douai.
À la suite du décès de son épouse Claire-Angeline-Julie de Kystpotter, il sollicite une place de chanoine au chapitre de Saint-Amé.
En 1790, il devient président de l'administration du district de Douai, puis président de l'administration centrale du département du Nord et maire de Douai de l'an VIII à 1804.
Il meurt le 23 juillet 1804, ses restes étant transportés à Gœulzin. Son mausolée se trouve dans le transept gauche de la Collégiale Saint-Pierre de Douai.